# Respeitem Meus Cabelos, Brancos
| Críticas profissionais | Críticas profissionais |
| Avaliações da crítica  | Avaliações da crítica  |
| Fonte                  | Avaliação              |
| ---------------------- | ---------------------- |
| CliqueMusic            | [ 2 ]                  |

Respeitem Meus Cabelos, Brancos é o quarto álbum de estúdio do compositor e cantor brasileiro Chico César, lançado em 2002 pela MZA Music. Destacam-se as canções "Céu Negro", "Pétala por Pétala", "Antes que Amanheça", "Templo" e a faixa-título do álbum.

## Faixas
1. "Respeitem meus cabelos, brancos" (Chico César)
2. "Antinome" (Chico César) - com a participação de Chico Buarque
3. "Pétala por pétala" (Chico César / Vanessa Bumagny)
4. "Céu negro" (Chico César)
5. "Flor de mandacaru" (Chico César)
6. "Quando eu fecho os olhos" (Carlos Rennó / Chico César)
7. "Sem ganzá não é coco" (Chico César)
8. "Nas fronteiras do mundo" (Chico César / Luís Chico; versão: Chico César)
9. "Antes que amanheça" (Carlos Rennó / Chico César)
10. "Templo" (Tata Fernandes / Chico César / Milton Di Biasi)
11. "Teofania" (Bráulio Tavares / Chico César)
12. "Experiência" (Carlos Rennó / Chico César)